# スウェーデン学派
スウェーデン学派は、19世紀末から20世紀前半にかけてのスウェーデンの経済学者の一派であり、彼らの考え方を一括してスウェーデン学派と呼ぶことが多い。クヌート・ヴィクセル、グスタフ・カッセルなどストックホルムを中心として活躍した経済学者たちの流れをくむ人々が多く、ストックホルム学派あるいは北欧学派と呼ばれることもある。
クヌート・ヴィクセルは、ワルラスの一般均衡理論に対して、オイゲン・フォン・ベーム=バヴェルクなどのいわゆるオーストリア学派の経済学者の考え方を取り入れて、資本主義経済における経済循環の動学的な分析を展開した。さらに、のちにジョン・ケインズたちによって定式化された投資と貯蓄との緊張関係に焦点を当てて、雇用量、価格水準などマクロ経済的諸変量について、その不均衡の累積過程を示すことによって、資本主義に内在する不定定性を分析しようとした。ヴィクセルのこの考え方は、エリック・リンダールやエリック・ルンドベルクによって、経済循環と経済成長に関する動学的分析として一般化された。
これに対して、グスタフ・カッセルは、ワルラスの一般均衡理論に修正を加え、主観的価値判断の果たす役割を捨象して、市場における経済主体の行動様式を基礎にしながら、経済循環のプロセスを分析するという理論枠組みの構築を行った。そして、とくに国際的な経済関係に焦点を当てて、国際経済理論の基礎づけを行った。カッセルの業績はその後、ベルティル・オリーンやグンナー・ミュルダールによって展開されていった。 